# يوهان جورج فون هان
يوهان جورج فون هان (بالألمانية: Johann Georg von Hahn)‏ (و. 1811 – 1869 م) هو لغوي، ودبلوماسي ألماني، ولد في فرانكفورت، توفي في ينا، عن عمر يناهز 58 عاماً.